# Фаворитка (фонтан)
Фаворитка (Фаворитный фонтан) — памятник архитектуры. Расположен в центральной части Нижнего парка Петергофа.
Фонтан создавался с июля по осень 1725 года в рамках замысла Петра I расположить вдоль Морского канала в небольших трельяжных нишах двадцать два «нишельных фонтана» на тему эзоповых басен и был пущен 27 сентября 1725 года. В бассейне фонтана по кругу (по скрытому под фонтаном водяному колесу, движущемуся под действием падающей воды) «убегают» согласно басне Лафонтена три утки и селезень, которых «пытается догнать» собачка породы мопс по кличке Фаворитка. У всех них изо ртов льются струи воды, движение сопровождается звуками, имитирующими лай и кряканье (изначально звуки издавали пластинки в медных трубках, встроенных в фонтанные фигуры). Фигуры сначала были сделаны из дуба. Возле фонтана висел металлический щиток с надписью, поясняющей смысл происходящего: «Собачка фаворитка гоняется за утками по воде; тогда утки ей сказали тако: ты напрасно мучишься, ты силу имеешь нас гнать только не имеешь силы поймать».
Аналогичный фонтан «Утка и пудель» ранее уже существовал в Версале, в лабиринте среди «фабол»; после успеха петергофской Фаворитки аналогичный фонтан был создан в Летнем саду. Автор проекта — М. Земцов, фигуры сделал Н. Пино, модели частей механизма создал П. Суалем, акустическую часть выполнил И. Х. Ферстер. В 1730 году Л. А. Задубский сделал фигуры из листовой меди, во второй половине XIX века с помощью гальванопластики были созданы новые фигуры.
После немецкой оккупации сохранилась одна раскрашенная уточка, которую удалось найти на территории в 1946 году, и обломки водяного колеса. Фонтан был восстановлен в 1957 году, скульптурный декор новых фигур был выполнен Б. Я. Воробьёвым. В 2009 году фигуры снова были обновлены, в фондах музея хранятся и они, и утка XIX столетия.